# Вон, Герберт Альфред Генри
Герберт Вон (англ. Herbert Vaughan; 15 апреля 1832, Глостер, Англия, Соединённое королевство Великобритании и Ирландии — 19 июня 1903, Милл-Хилл, Мидлсекс, Соединённое королевство Великобритании и Ирландии) — английский кардинал. Епископ Салфорда с 27 сентября 1872 по 8 апреля 1892. Архиепископ Вестминстера с 8 апреля 1892 по 19 июня 1903. Кардинал-священник с 16 января 1893, с титулом церкви Санти-Андреа-э-Грегорио-Маньо-аль-Челио с 19 января 1893.